# Ana María Copado i Amorós
Ana Maria Copado Amorós (Terrassa, Vallès Occidental, 31 de març de 1980) és una jugadora de waterpolo catalana, ja retirada.
Formada al Club Natació Rubí, el 2004 va fitxar pel Club Esportiu Mediterrani. Durant la seva trajectòria esportiva, va jugar en diversos equips de la Lliga espanyola, el CN Montjuïc (2008-10), el CN Sant Andreu (2010-13) i el CN Terrassa (2013-17). Internacional amb la selecció espanyola, va participar en els Campionats del Món de 2005 i 2011, als tornejos preolímpics d'Atenes 2004 i Pequín 2008 i va aconseguir la medalla d'argent als Jocs Olímpics de Londres 2012. Al final de la temporada 2016-17, va retirar-se de la competició. Posteriorment, va incorporar-se com a entrenadora del sènior i cadet femení del Club Natació Granollers.
Entre d'altres reconeixements, va rebre la medalla d'argent (2005) i d'or (2008) de serveis distingits en categoria de la Reial Federació Espanyola de Natació i la medalla extraordinària al mèrit esportiu de 2012 de la Federació Catalana de Natació.